# Beňatina
Beňatina je obec na Slovensku. Nachází se v Košickém kraji, v okrese Sobrance. Obec má rozlohu 18,64² a leží v nadmořské výšce 406 m. V roce 2011 v obci žilo 199 obyvatel. První písemná zmínka o obci pochází z roku 1333.

## Osobnosti
- Ondřej Bačinský, také Bacsinszky András (1732–1809) – řeckokatolický biskup